# Trupanea imperfecta
Trupanea imperfecta är en tvåvingeart som först beskrevs av Daniel William Coquillett 1902.  Trupanea imperfecta ingår i släktet Trupanea och familjen borrflugor. Inga underarter finns listade i Catalogue of Life.